# Trymå

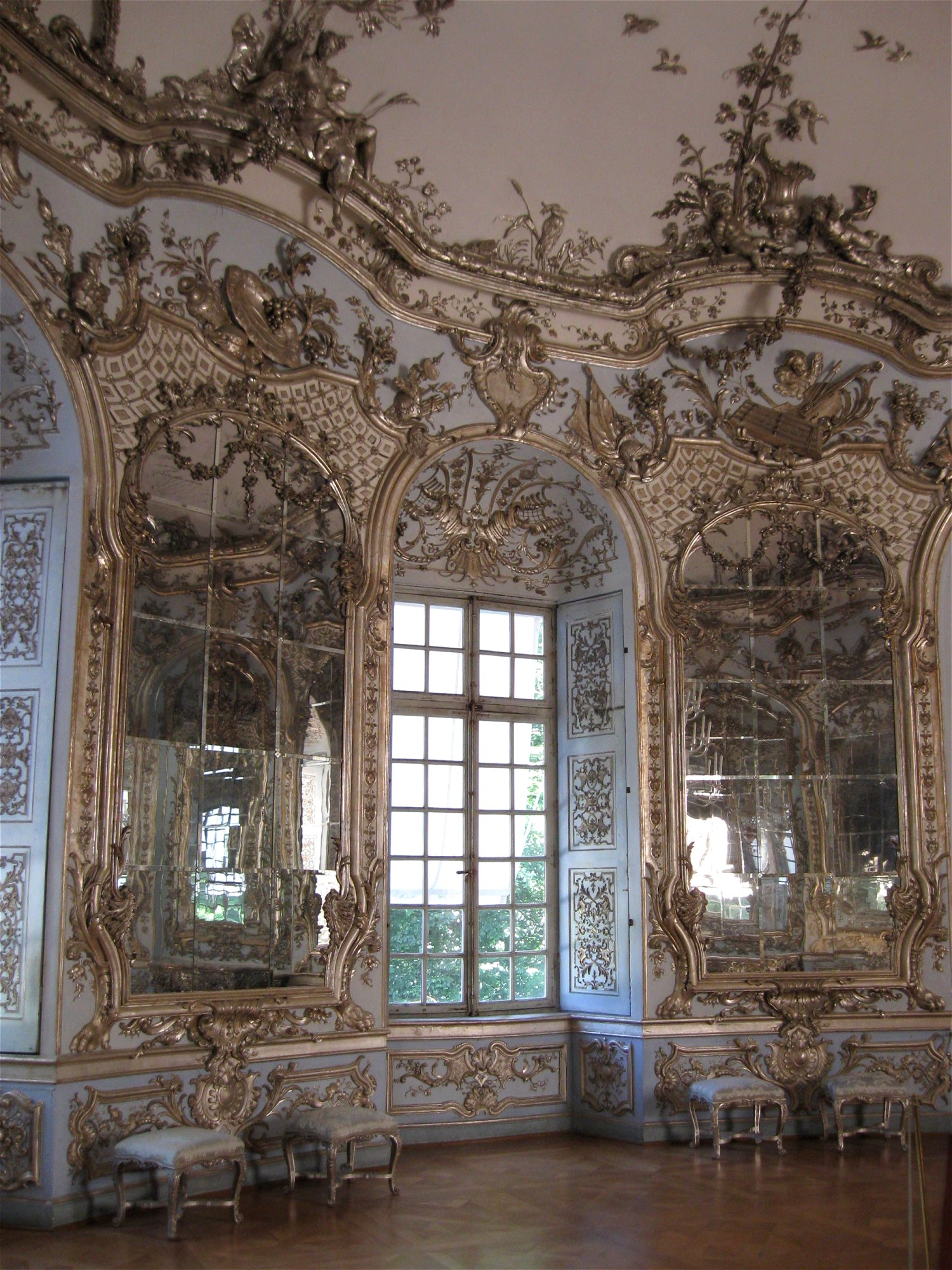
Trymåer (speglar) i Spegelsalen i Amalienburg i Nymphenburg.

Trymå (franska: trumeau) är en större väggspegel som går ända från golvet. Det franska ordet betyder egentligen muren mellan två fönster i ett rum (väggpelare, fönsterpelare), sedermera en spegel, som utfyller en sådan väggyta.